# GARNET CROW Special live in 仁和寺
『GARNET CROW Special live in 仁和寺』为GARNET CROW的第五张LIVE DVD。2008年12月17日由GIZA studio发售。

## 概要
收录了2007年10月20日在世界遗产京都・仁和寺举行的Special Live。
在已经发售的专辑『LOCKS』的初回限定盘A的特典DVD中收录了3首歌曲，也播放了在Music Japan TV的Live中的情况，因为在完全版的映像话的要求更多的被寄来，最后达到了商品化。
有2008年10月22日发售的单曲「百年の孤独」联动应招特典。

## 收录会場
世界遗产 京都・仁和寺

## 收录内容
1. 夢・花火
2. まぼろし
3. 巡り来る春に
4. Sky
5. 君の家に着くまでずっと走ってゆく
6. 水のない晴れた海へ
7. Marionette Fantasia
8. pray
9. スカイ・ブルー
10. かくれんぼ
11. call my name
12. 君 連れ去る時の訪れを
13. Holy ground
14. 風とRAINBOW
15. Mysterious Eyes
16. 二人のロケット
17. 夢みたあとで

〜Encore〜
1. Cried a little
2. 世界はまわると言うけれど
3. 涙のイエスタデー